# ジェルティアシュ・ロザ
ジェルティアシュ・ロザ（Roza Gyertyas　2001年12月14日- ）はハンガリー出身の柔道選手。階級は52kg級。

## 経歴
2022年のU23ヨーロッパ選手権52㎏級で優勝した。2023年にはグランプリ・リンツで2位、ワールドユニバーシティゲームズで3位となった。2025年に地元で開催された世界選手権で3位になった。
IJF世界ランキングは2282ポイント獲得で14位(25/7/20現在)。

## 主な戦績
- 2022年 - U23ヨーロッパ選手権　優勝
- 2023年 - グランプリ・リンツ　2位
- 2023年 - ワールドユニバーシティゲームズ　3位
- 2024年 - グランドスラム・アブダビ　3位
- 2025年 - 世界選手権　3位
- 2025年 - ワールドユニバーシティゲームズ　2位(57㎏級)

(出典、JudoInside.com)